# Comuna Chioselia Mare, Cahul
Chioselia Mare este o comună din raionul Cahul, Republica Moldova. Cuprinde satele Chioselia Mare și Frumușica.

## Demografie
Conform recensământului din 2004, populația comunei numără 1064 de oameni, dintre care 778 bărbați și 826 femei. Repartizarea naționalităților este următoarea:
- moldoveni — 1535;
- ucraineni — 5;
- ruși — 11;
- găgăuzi — 40;
- bulgari — 7;
- români — 5;
- altele / nedeclarată — 1.

## Administrație și politică
Componența Consiliului local Chioselia Mare (9 consilieri), ales la 5 noiembrie 2023, este următoarea:
|  | Partid                                            | Consilieri | Componență | Componență | Componență | Componență |
|  | ------------------------------------------------- | ---------- | ---------- | ---------- | ---------- | ---------- |
|  | Partidul Acțiune și Solidaritate                  | 4          |            |            |            |            |
|  | Alianța Liberalilor și Democraților pentru Europa | 2          |            |            |            |            |
|  | Partidul Socialiștilor din Republica Moldova      | 2          |            |            |            |            |
|  | Partidul Democrat Modern din Moldova              | 1          |            |            |            |            |